# Virginia Fox

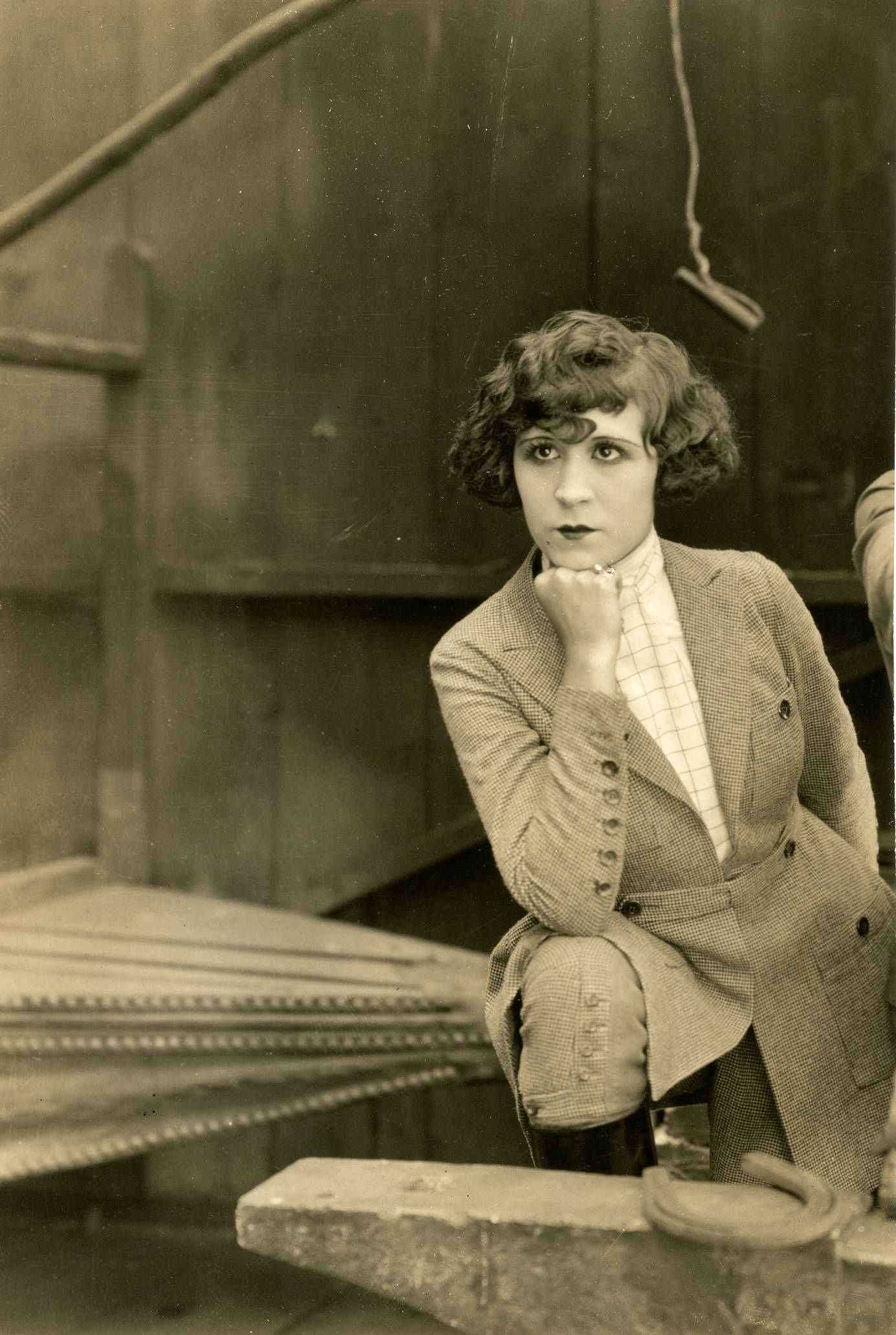
Virginia Fox (1922)

Virginia Fox, verheiratete Zanuck (* 2. April 1902 in Wheeling, West Virginia; † 14. Oktober 1982 in Palm Springs, Kalifornien) war eine US-amerikanische Stummfilmschauspielerin.

## Leben und Karriere
Virginia Fox wurde als Tochter von Marie und Frederick Fox wahrscheinlich im Jahre 1902 geboren, wobei verschiedene Quellen auch die Geburtsjahre 1899, 1903 und 1906 benennen. Als die jugendliche Fox während der Schulferien eine Freundin in Los Angeles besuchte und sie an den Keystone Filmstudios vorbeigingen, wurde sie vom Keystone-Produzenten Mack Sennett wegen ihres guten Aussehens für den Film entdeckt. Sie übernahm kleinere Rollen in einigen Sennett-Komödien, wobei Fox zeitweise auch zu den Bathing Beauties („Badeschönheiten“) von Sennett gehörte, einer Gruppe leichtbekleideter junger Frauen, die in vielen Komödien der Keystone Studios auftauchten. Die Schauspielerin verließ die Keystone Studios, blieb aber den Komödien verbunden und wurde Partnerin von Star-Komiker Buster Keaton in vielen seiner Kurzfilme zwischen 1920 und 1923. Sie spielte dabei stets das liebreizende Mädchen, in welches Buster sich verliebt und welches er am Ende auch meistens abbekommt. Über ihre schauspielerischen Fähigkeiten äußerte sie sich stets bescheiden, sie habe immer nur getan, was die Regieanweisungen ihr sagten.
Im Jahre 1924 heiratete Fox den etwa gleichaltrigen, aufstrebenden Filmproduzenten Darryl F. Zanuck, der später als Leiter von 20th Century Fox einer der mächtigsten Männer in Hollywood wurde. Bald nach der Heirat, im Jahre 1926, spielte Fox ihre letzte von über 30 Filmrollen. Das Ehepaar Zanuck hatte drei gemeinsame Kinder, darunter der spätere Filmproduzent Richard D. Zanuck. Virginia Fox und ihr Ehemann gingen seit den 1950er-Jahren getrennte Wege, als er mit einer jüngeren Frau eine Beziehung anfing; sie blieben jedoch bis zu seinem Tod im Jahre 1979 weiterhin verheiratet und versöhnten sich Anfang der 1970er-Jahre auch wieder. Virginia Fox verstarb am 14. Oktober 1982 im Alter von 80 Jahren im kalifornischen Palm Springs, wo sie die letzten Jahrzehnte in ihrer Villa gelebt hatte.

## Filmografie (Auswahl)

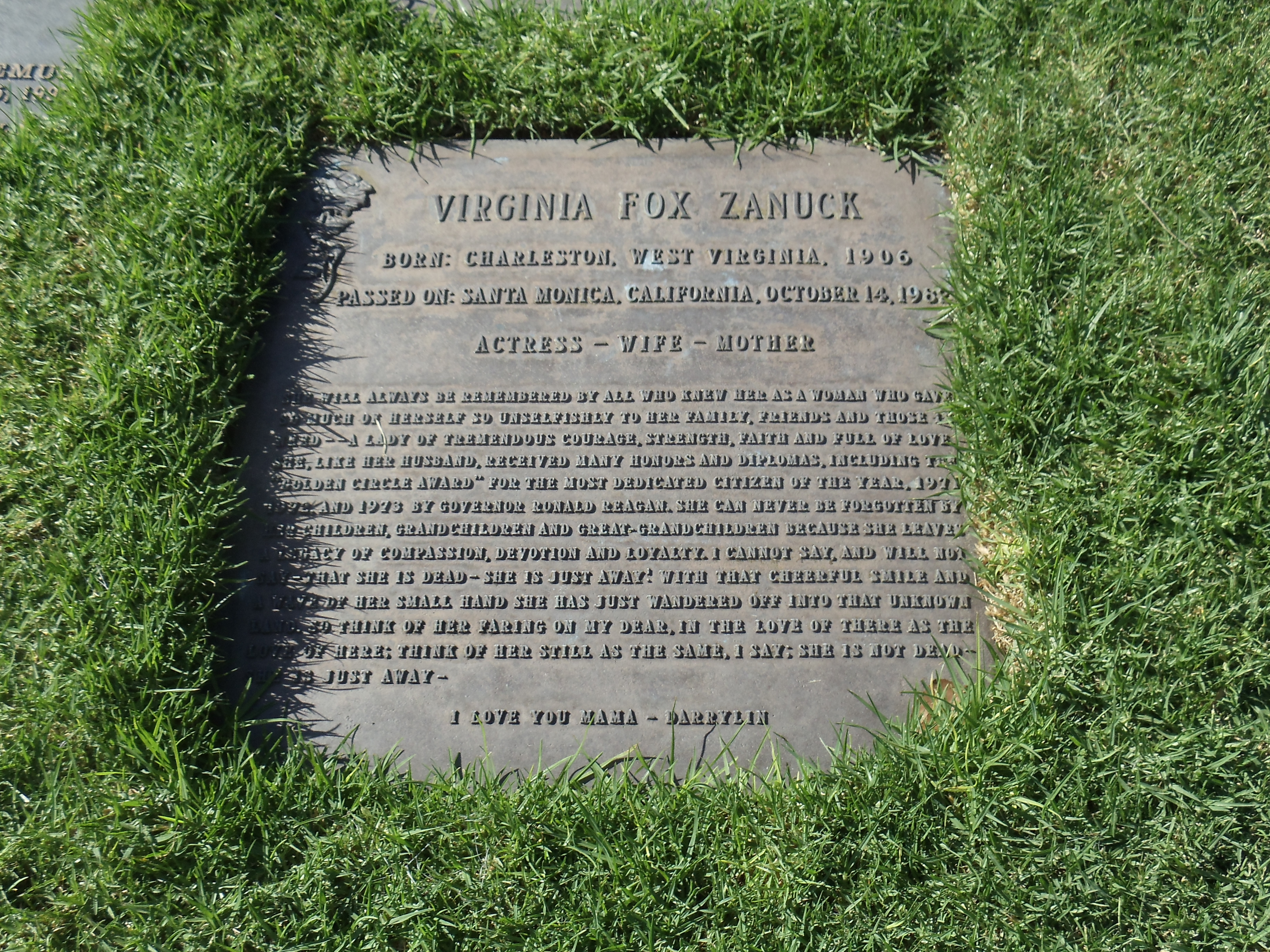
Ihr Grabstein im Westwood Memorial Park bei Los Angeles

Wenn nicht angegeben, dann handelt es sich um einen Kurzfilm.
- 1915: His Father’s Footsteps
- 1915: A Submarine Pirate
- 1919: Why Beaches Are Popular
- 1920: Down on the Farm (Langfilm)
- 1920: Nachbarschaft im Klinch (Neighbors)
- 1921: Die Ziege (The Goat)
- 1921: Hard Luck
- 1921: Im Theater (The Playhouse)
- 1921: Das verwunschene Haus (The Haunted House)
- 1922: Das Bleichgesicht (The Paleface)
- 1922: Das vollelektrische Haus (The Electric House)
- 1922: Buster und die Polizei (Cops)
- 1922: Der Hufschmied (The Blacksmith)
- 1923: The Love Nest
- 1923: Itching Palms (Langfilm)
- 1926: The Caveman (Langfilm)